# 72nd Street (linea IND Second Avenue)
72nd Street è una fermata della metropolitana di New York situata sulla linea IND Second Avenue. Nel 2019 è stata utilizzata da 9 528 891 passeggeri. È servita dalla linea Q, attiva 24 ore su 24. Durante le ore di punta fermano occasionalmente anche alcune corse della linea N.

## Storia
La stazione venne realizzata come parte della prima fase della Second Avenue Subway. I lavori di costruzione ebbero inizio nell'aprile 2007. Fu aperta al pubblico il 1º gennaio 2017.

## Strutture e impianti
La stazione è sotterranea, ha due binari e una banchina a isola larga 8,5 metri. È posta al di sotto di Second Avenue e il mezzanino possiede quattro punti di ingresso dal piano stradale: l'edificio di ventilazione nell'angolo nord-ovest dell'incrocio con 72nd Street ospita tre scale mobili, mentre quello nell'angolo sud-est cinque ascensori, altri due ingressi dotati di una scala e una scala mobile si trovano nell'angolo nord-est dell'incrocio con 69th Street.

## Servizi
La stazione è accessibile alle persone con disabilità motoria.
- Biglietteria automatica
- Ufficio informazioni

## Interscambi
La stazione è servita da alcune autolinee gestite da NYCT Bus.
- Fermata autobus